# Meeuwen (Altena)

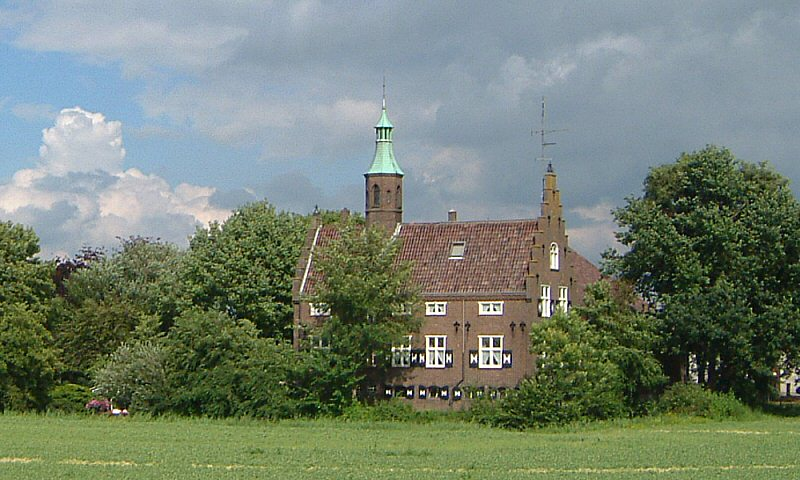
Kasteel Meeuwen in juli 2007, gezien vanaf de Meeuwensesteeg.

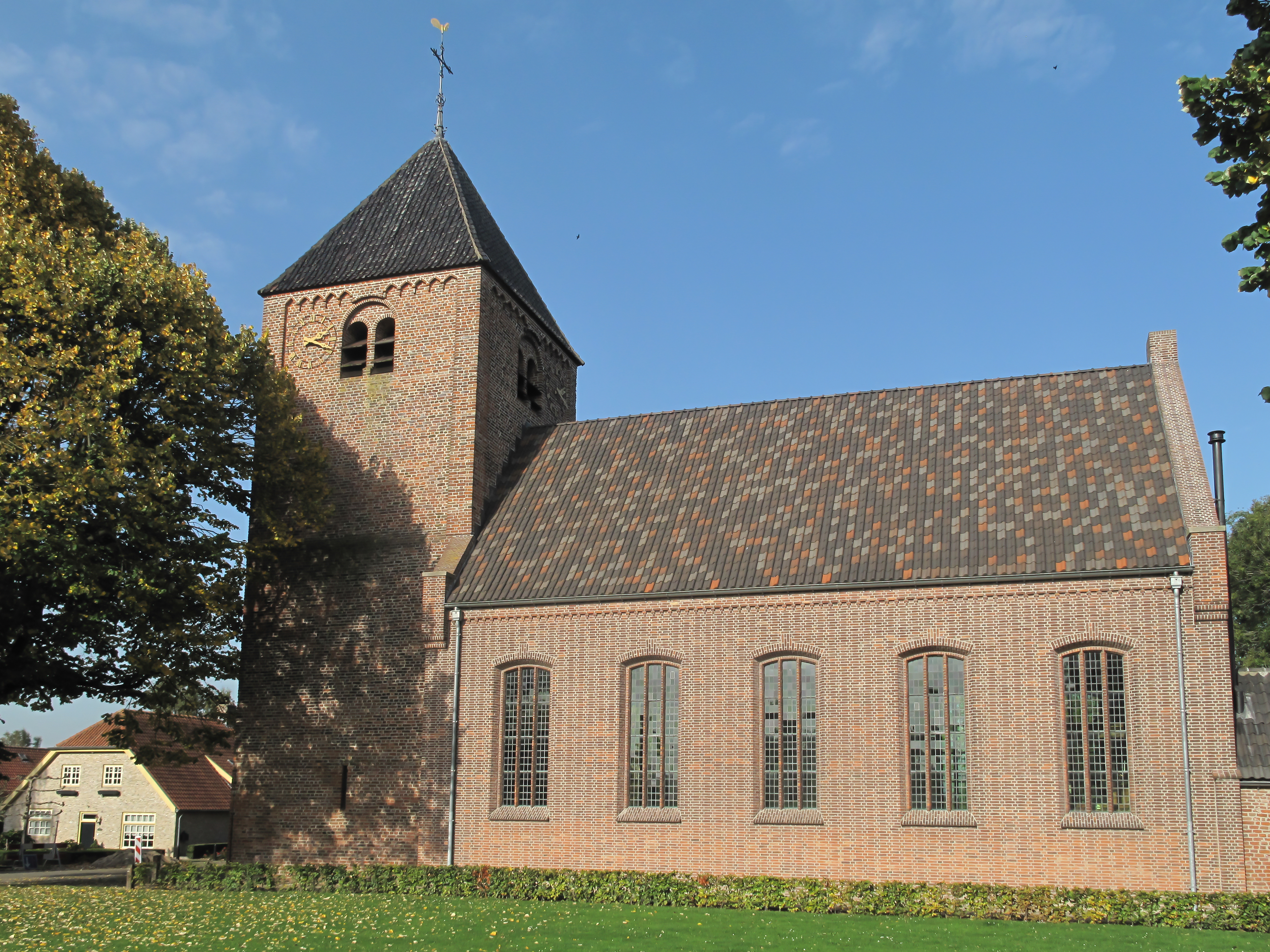
Meeuwen, de Nederlands Hervormde kerk

Meeuwen is een klein dorp in de gemeente Altena in de Nederlandse provincie Noord-Brabant. Het is gelegen iets ten noorden van de Bergsche Maas, halverwege de dorpen Eethen en Dussen, en behoorde tot de benedendorpen van het Land van Heusden. Meeuwen behoorde tot de gemeente Meeuwen, Hill en Babyloniënbroek, die vanaf 1908 "Meeuwen" heette en in 1923 werd toegevoegd aan de voormalige gemeente Eethen om in 1973 bij Aalburg te worden gevoegd. Het dorp heeft 750 inwoners (2023).
Meeuwen lag aan de rand van het gebied dat overspoeld werd tijdens de Watersnood van 1953 en heeft de ramp zonder veel schade doorstaan, evenals Dussen en Babyloniënbroek, terwijl in de even verderop gelegen plaatsen Hank en Nieuwendijk veel is verwoest.

## Bezienswaardigheden
- Kasteel Meeuwen of 't Huis te Meeuwen aan de westrand van het dorp is het restant van een grotere vesting met een geschiedenis die getekend is door vernielzucht, plundering, brand en de strijd om de rivieren in de Tweede Wereldoorlog. Het eerste huis werd in 1360 gebouwd door Jan van Drongelen voor de graaf van Holland van wie hij het in leen terugkreeg. Een grote aarden wal en vermoedelijk ook de brede slotgracht stammen uit de 15e of 16e eeuw. Diederick van Hemert, burgemeester van Heusden, kocht het kasteel in 1701. De grootgrondbezitter Seger Verhagen - zijn nakomelingen dragen sinds het KB van 17-4-1896, nr. 21 de geslachtsnaam de Jong Verhagen - kocht de heerlijkheid en de gebouwen in 1904, zijn dochter Cornelia Hendrika Andrea Wildervanck-de Jong Verhagen voegde in 1952 het kenmerkende klokkentorentje toe. Het is thans nog in particulier bezit en in gebruik als agrarisch bedrijf. De opvallende trapgevel is goed zichtbaar vanaf de N283 die langs Meeuwen loopt. Vanuit de lucht is de afdruk van de oude vesting nog altijd zichtbaar in het landschap.
- Korenmolen De Witte Molen, een ronde stenen grondzeiler uit 1740.

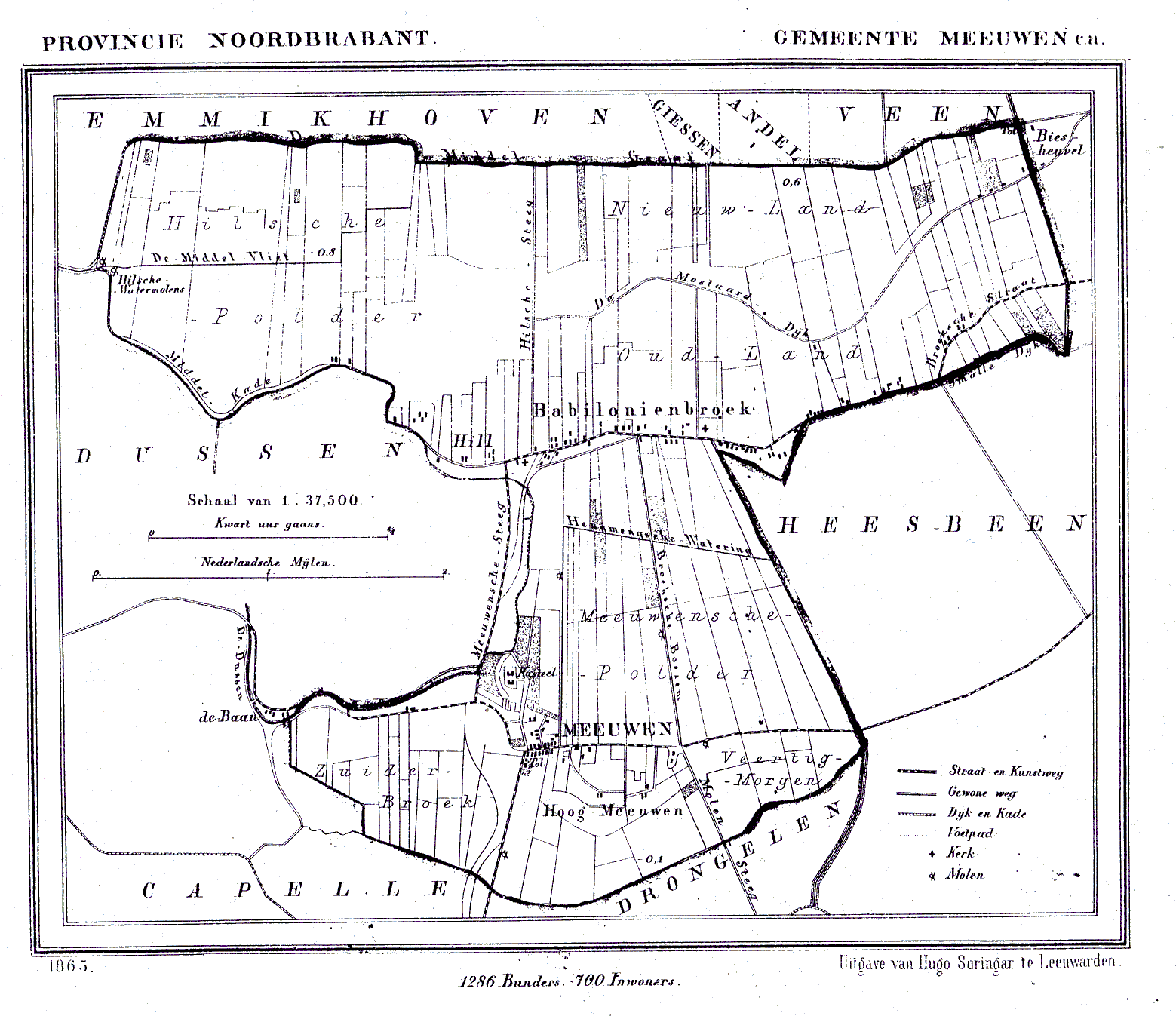
Kaart van Meeuwen in 1865.

- De Hervormde kerk aan Hoek 2 heeft een vlakopgaande toren uit de 1e helft van de 14e eeuw. In 1944 raakte het 14e-eeuwse rechtgesloten koor en het in 1660 vernieuwde schip door oorlogshandelingen verwoest. De zwaar beschadigde toren werd in 1953 hersteld. Ze heeft hoeklisenen die door een boogfries verbonden zijn. De kerk bevat een grafzerk van de in 1452 gestorven Diederik van der Merwede. Het schip werd in 1952 herbouwd en oogt nieuw. Het orgel is in 1953 gebouwd door de Alkmaarse firma H. Pels & Zn.
- De Gereformeerde kerk aan de Dorpsstraat 78 is een bakstenen gebouw uit 1931 met zadeldak en een klein bakstenen torentje. Architect was H. Gassenaar uit Utrecht. De ingang wordt gesierd door smalle ramen met gekleurd glas. Dit gebouw is sinds 2017 niet meer in gebruik.
- De Kerk van de Gereformeerde Gemeenten, aan de Laan 13, een eenvoudig bakstenen gebouw uit 1985, na gedeeltelijke sloop en uitbreiding van een gebouw uit 1951. Deze gemeente ontstond in 1933.
- Diverse monumentale boerderijen.

## Natuur en landschap
Voordat de provinciale weg aangelegd werd vormde de bochtige weg langs de buurtschap De Baan de verbinding naar Kasteel Dussen. De laatste oude greppels zijn gedempt bij de ruilverkaveling die rond 1970 plaatsvond. In de eerste vierhonderd meter van het traject tekent zich nu een lichte streep af in het weiland achter de Meeuwensesteeg.
Meeuwen wordt omringd door grootschalig landbouwgebied. Anderhalve kilometer ten zuiden van Meeuwen loopt de in 1904 voltooide Bergsche Maas. Ten noorden ervan loopt het Oude Maasje dat in westelijke richting overgaat in het Noorder Afwateringskanaal.

## Economie
Van de weinige industrie kan De Witte Molen worden genoemd, een bedrijf dat kleindiervoeders vervaardigt. De houdstermaatschappij hiervan, Alanheri, is eveneens in Meeuwen gevestigd. In het verleden bestond in het dorp een klompenfabriekje. Voor het overige was en is de landbouw een belangrijke bestaansbron.

## Nabijgelegen kernen
Dussen, Babyloniënbroek, Eethen, Drongelen, Capelle

## Heren van Meeuwen
- Willem van Drongelen - 08/10-1373
- Jan van Drongelen - 23/06/1414

## Geboren
- Bram de Graaf (1966), historicus, journalist en schrijver